# E. Christian Kopff
E. Christian Kopff (* 22. November 1946 in Brooklyn, New York) ist ein US-amerikanischer Altphilologe.

## Leben
E. Christian Kopff studierte am Haverford College (B.A. 1968) und an der University of North Carolina at Chapel Hill (Ph.D. 1974). Seit 1973 lehrte er als Assistant Professor an der University of Colorado at Boulder, wo zum Associate Professor aufstieg. Außerdem war er Associate Director des Honors Program (ab 1990) und Director des Center for Western Civilization an der Universität.
Kopff verbrachte mehrere Jahre zu Forschungszwecken in Italien. Er ist Fellow der American Academy in Rome und knüpfte die Zusammenarbeit der altertumswissenschaftlichen Universitätsinstitute in Boulder und Urbino an.

## Schriften (Auswahl)
- Euripides, Bacchae. Leipzig 1982 (Bibliotheca Teubneriana)
- The Devil Knows Latin: Why America Needs the Classical Tradition. ICL 1999